# Libštejn (hrad)
Libštejn je zřícenina gotického hradu v Plzeňském kraji v katastru městyse Liblín v okrese Rokycany. Zřícenina stojí na vrchu nad pravým břehem řeky Berounky v nadmořské výšce 300 metrů. Hrad je vzdálen asi 6,5 kilometru severozápadně od Radnic a deset kilometrů jihovýchodně od Kralovic. Od roku 1964 je chráněn jako kulturní památka.

## Název
První písemná zmínka o hradu („Ulr. de Libstein, burggravius in Bezdiez“) pochází z roku 1367. V historických pramenech se jméno hradu dále objevuje ve tvarech: Libstain (1396, 1403), Libenstein (1405), Libsstayn (1415), na Libštýně (1423), na Libšteině (1483), Lybssteyn (1569), „díl zámku Liebssteyna“ (1572) nebo na Libštejně (1603).

## Historie

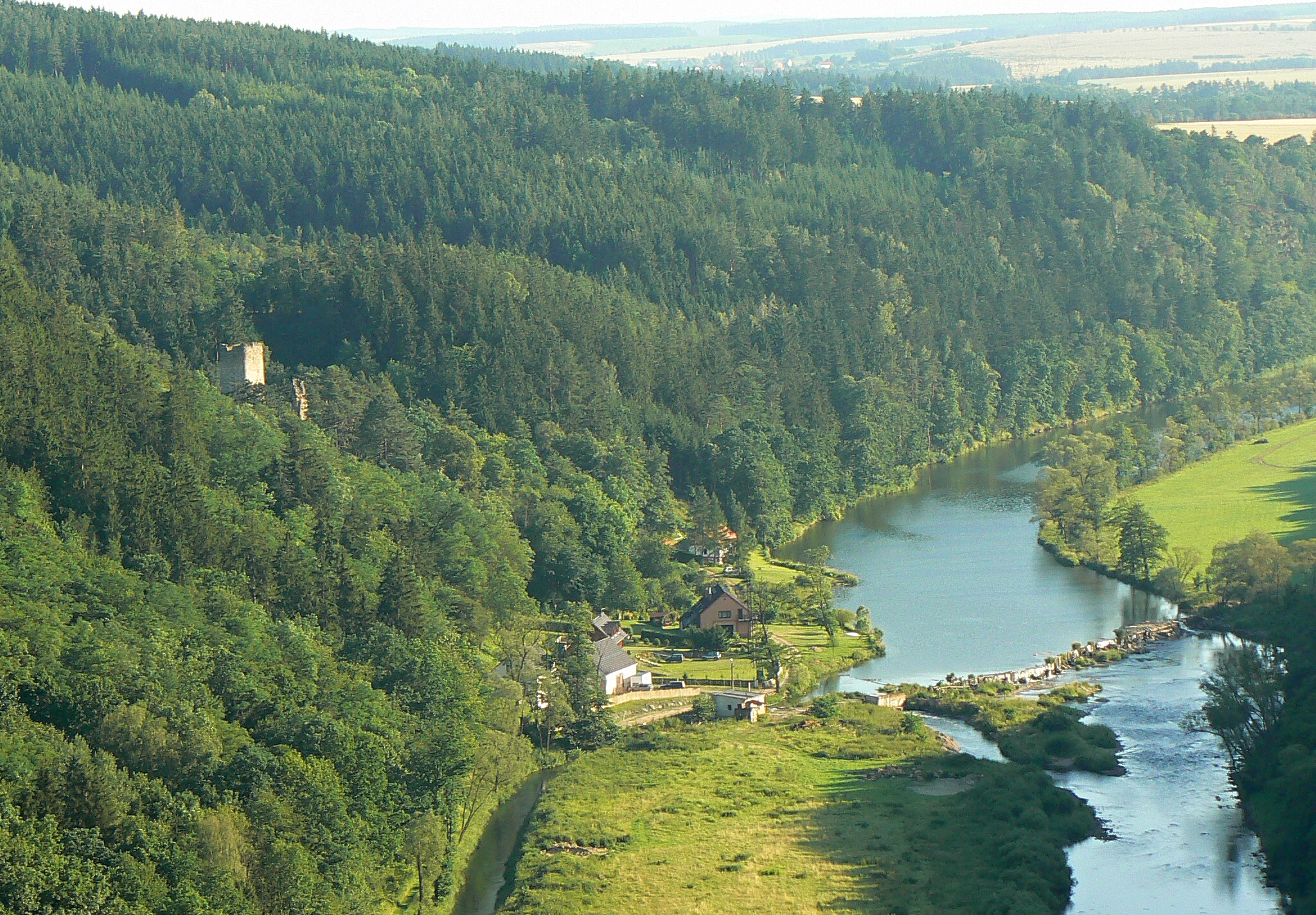
Poloha hradu nad údolím Berounky

Krajina kolem hradu patřila ve dvanáctém a třináctém století svatojířskému klášteru na Pražském hradě, ale ve čtrnáctém století ji získal Oldřich Tista z Hedčan, který někdy v letech 1356–1367 založil hrad Libštejn. Ve svém přídomku se po hradě psal poprvé roku 1367 (podle Tomáše Durdíka už v roce 1361). Oldřich Tista zemřel nejpozději roku 1379. Jeho stejnojmenný syn s potomky používali přídomek Tistové z Libštejna.

### Kolovratové

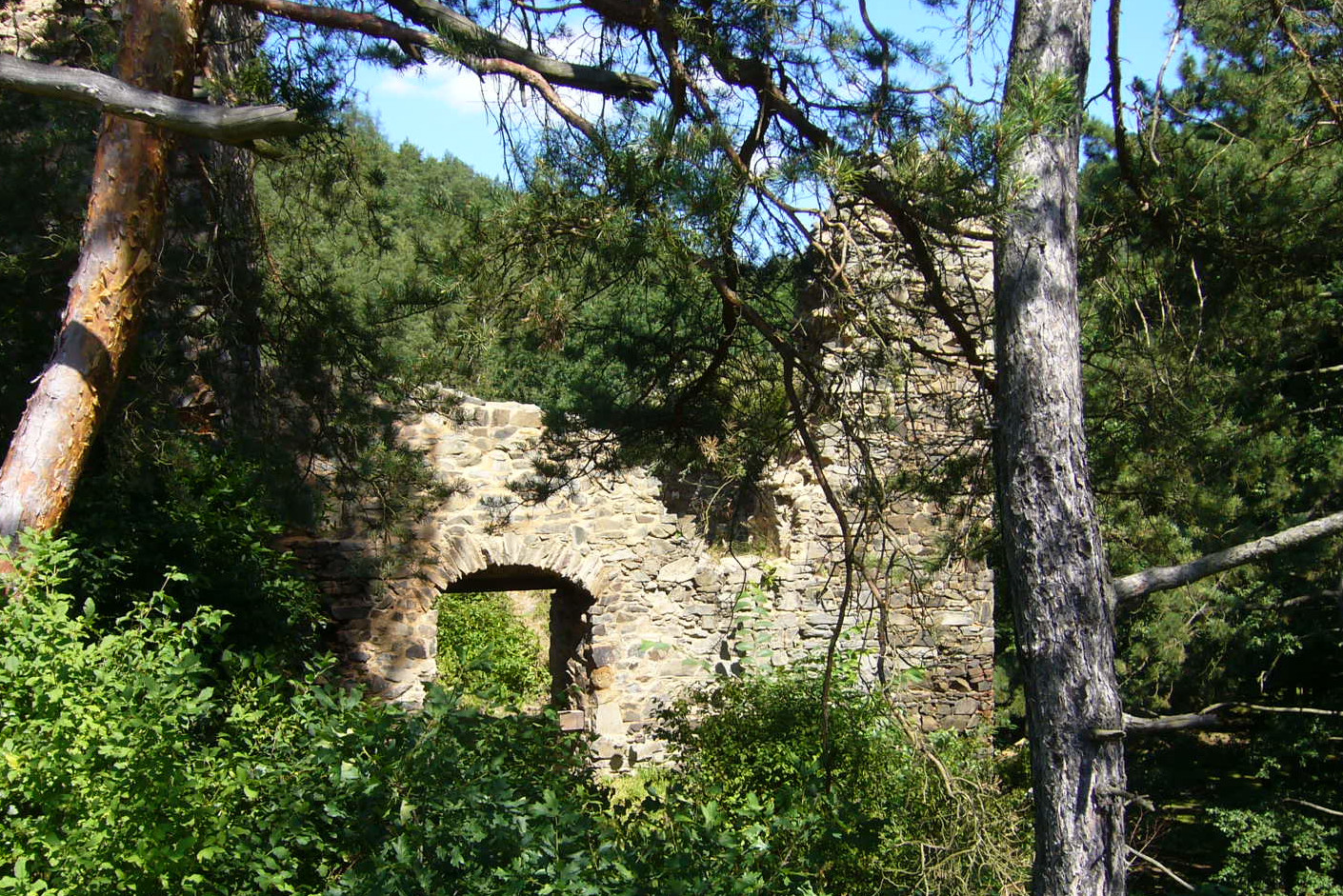
Východní palác

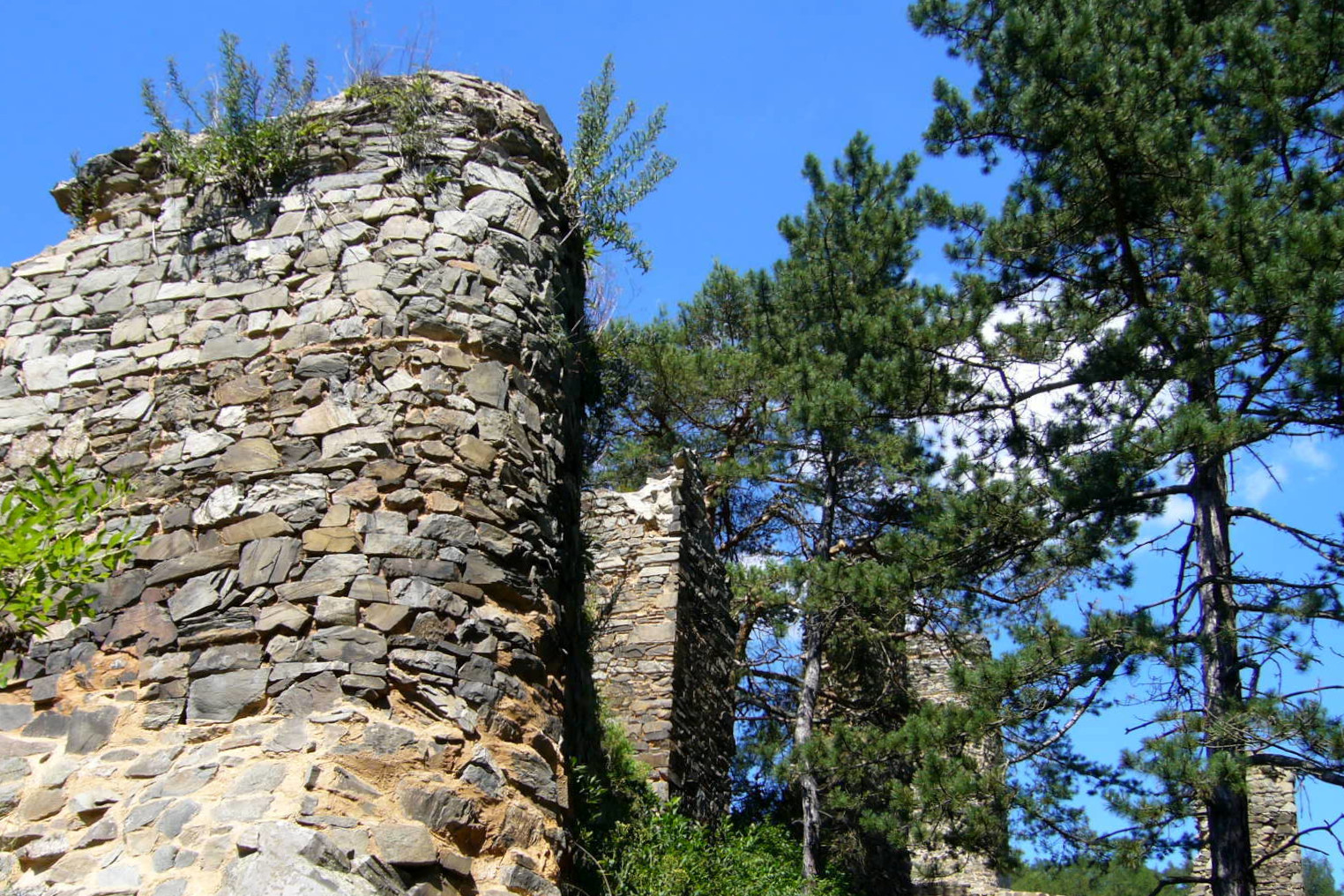
Oblé ukončení jižní bašty v hradním jádře

Koncem čtrnáctého století hrad přešel neznámým způsobem do majetku Albrechta staršího z Kolovrat. Dalším pánem hradu se stal Albrecht mladší z Kolovrat. V letech 1392–1393 sídlil na Krašově, roku 1406 na Libštejně a v letech 1410–1413 na Jezeří. Libštejn pro něj roku 1407 spravoval Ondřej Špalek ze Slatiny. Po otcově smrtí hrad zdědili Bedřich a Hanuš z Kolovrat, kteří se nejspíše roku 1413 rozdělili o majetek. Libštejn připadl Bedřichovi. Ten na začátku husitských válek podporoval krále Zikmunda, za což dostal do zástavy část církevního majetku. Od plaského kláštera získal spolu s bratrem Hanušem sedmnáct vesnic (zejména Kralovice), čtyři vesnice od zderazského kláštera, čtyři vsi rokycanského proboštství a jednu vesnici mělnického proboštství.
Události husitských válek jsou v literatuře popsány různě. August Sedláček uvedl, že vojsko táborského a sirotčího svazu okolí hradu plenilo v roce 1425, ale Libštejn se dobýt nepokusilo. O pět let později oba svazy posílené o bojovníky žatecko-lounského svazu hrad oblehly. Posádku pevnosti v té době tvořilo osmdesát mužů vedených Janem Šmikouským ze Žďáru a Janem Bukovským. Husité na hrad stříleli ze tří praků, tří velkých a několika malých děl. Dobyli předhradí, ale hradní jádro posádka ubránila. Obléhatelé v srpnu 1430 odtáhli a u hradu nechali jen oddíl čtyř set střelců. Po sedmitýdenním obléhání Bedřich a Hanuš z Kolovrat s husity uzavřeli dohodu, díky které jim zůstaly jak Libštejn tak Krašov, ale oba bratři se museli přidat na stranu husitů. Dlouhodobé obležení přiřadil k roku 1430 také Tomáš Durdík. Podle Miloslava Bělohlávka husité okolí hradů Libštejn a Krašov plenili v roce 1420 a události popsané Sedláčkem k roku 1430 se podle něj odehrály v roce 1425.
Bedřich s Hanušem se na straně husitů zúčastnili bitvy u Domažlic. Bedřich v té době na hradě věznil množství poddaných, zajatých žoldnéřů a dalších nepřátel. Když 16. července 1432 zemřel, bylo v hradním vězení údajně padesát mužů. Po Bedřichově smrti panství zdědili jeho synové Jindřich a Beneš. Jindřich sňatkem s Kateřinou z Kunvaldu získal Buštěhrad, a když roku 1451 ovládl také Domažlice, přenechal Libštejn Benešovi.
Ještě předtím obytné možnosti hradu rozšířil nový palác, postavený okolo roku 1438. Hrad postavený na místě obklopeném vyššími kopci se s rozvojem dělostřelby stal snadno zranitelným, a proto ve druhé polovině patnáctého století obranyschopnost hradu vylepšila předsunutá bašta opatřená břitem. Druhá předsunutá bašta vznikla v průběhu šestnáctého století. Ještě předtím obytné možnosti hradu rozšířil nový palác, postavený okolo roku 1438. Hrad postavený na místě obklopeném vyššími kopci se s rozvojem dělostřelby stal snadno zranitelným, a proto ve druhé polovině patnáctého století obranyschopnost hradu vylepšila předsunutá bašta opatřená břitem. Druhá předsunutá bašta vznikla v průběhu šestnáctého století. Písemné zprávy z patnáctého století dokládají existenci hradní kaple, ve které nechával Beneš z Kolovrat sloužit katolické mše, přestože je zakazoval papežský interdikt z roku 1467.
Beneš z Kolovrat mocensky ovládal celý kraj a drobní šlechtici z okolí působili v jeho službách. Ještě za svého života přenechal synu Jindřichovi Kaceřov. Jan dostal Zvíkovec a zemřel už v roce 1487, zatímco Beneš až roku 1495. Jindřich otce přežil o dva roky. Libštejn poté zdědil Jaroslav, který byl nejspíše Janovým synem. Zadlužené panství však nedokázal udržet a ještě v roce 1497 je prodal strýci Albrechtovi Libštejnskému z Kolovrat. Doklad o prodeji se nedochoval, ale Albrecht používal v přídomku formuli seděním na Libštejně a panovník na něj přepsal zástavní právo k plaským vesnicím. Albrecht rozšířil libštejnské panství na 25 vesnic a patřila mu také polovina městečka Kralovice. Hrad za něj v letech 1505–1523 spravoval purkrabí Jindřich z Domažliček.

### Valdštejnové
Abrecht zemřel v roce 1510 bez potomků a Libštejn zdědili jeho nevlastní synové Jan a Bernard z Valdštejna. Ti prodali nebo zastavili část vsí libštejnského panství, o které se dělili až do Bernardovy smrti v roce 1517. Jan poté přenechal Bernardovým synům Ostrý s Lovosicemi a Libštejn si ponechal. Zemřel před rokem 1540 a jeho čtyři přeživší synové se 4. dubna 1543 rozdělili o dědictví. Libštejnské panství si rozdělili Václav, Kryštof a Bohuš (Bohuslav) z Valdštejna.
Z dělení se dochoval popis hradu a jeho rozdělení (včetně vesnic) mezi bratry. Ve společném užívání zůstalo předhradí s branami, pivovarem, sladovnou, spilkou, pekárnou, kovárnou, dvě věže při konírnách, věž u sladovny, kaple s vybavením, vězení pod mostnicí, vodovod a schodiště do hradního jádra. Kryštofův díl dále tvořila velká věž s přilehlým domem, kuchyně a sklepy. Bohuslav měl dům nad mostnicí, pokoje na pavlačích, komory a novou (předsunutou) baštu. Václav dostal palác, sklep se studnou a menší konírnu na předhradí. Jako slabomyslný ale nebyl schopný svůj podíl spravovat. Bratři se tedy dohodli, že jeho poručníkem se stane čtvrtý bratr Vojtěch z Valdštejna. Dostal polovinu Václavova podílu a Bohuslav s Kryštofem po čtvrtině. Ti se navíc zavázali vyplácet po deseti kopách grošů na Václavovo vychování.
Kryštof z Valdštejna na Libštejně po určitý čas sídlil, ale před rokem 1559 si postavil tvrz v Biskoupkách, na kterou se přestěhoval. Ještě roku 1562 se tituloval jako pán na Libštejně. V roce 1573 Biskoupky prodal a z rozsáhlého majetku mu zůstal jen díl hradu, pustá krčma a části tří vesnic. Po Kryštofově smrti tento majetek přešel na synovce Jana Kryštofa, kterému dlužil 383 kop grošů. Bohuslav z Valdštejna si mezitím v roce 1569 půjčil 1 578 kop grošů od Floriána Gryspeka, ale dluh nedokázal splatit. V roce 1571 proto Floriánovi svůj díl Libštejna přenechal.
Posledními vrchnostenskými obyvateli hradu se stali Jan Vojtěch a Jan Vilém z Valdštejna, synové Kryštofa z Valdštejna. Obývali jej krátkou dobu po smrti svého otce v roce 1576, ale brzy se vystěhovali. Hrad poté začal rychle chátrat a roku 1590 byl uveden jako pustý.

## Stavební podoba

Půdorys hradu od Vojtěcha Krále z Dobré Vody publikovaný roku 1905

Libštejn stojí na skalnatém pahorku uprostřed sníženiny obklopené třemi výrazně vyššími vrcholy. Volba z hlediska obrany nevýhodného staveniště je charakteristická pro klidné období vlády Karla IV. Dvoudílný hrad se skládal z předhradí a hradního jádra, v němž se projevují tendence ke zdvojování obytných věží a paláců.
Předhradí na východní straně bylo čtverhranné a jeho zástavba téměř zanikla. Historické texty zmiňují existenci věží. Jejich terénní pozůstatky v čelních nárožích byly před rokem 2008 patrné, podobně jako fragment zdiva jakési budovy. Přístup k předhradí vedl od východu, kde hrad chránil příkop.
Hradní jádro odděluje od předhradí druhý příkop. V obou čelech hradního jádra stály čtverhranné věže (s rozměry 7 × 7,5 metru) se zaoblenými nárožími, které spolu se dvěma souběžnými paláci svíraly úzké nádvoří. Podle Dobroslavy Menclové stál mezi věžemi palác pouze na východní straně a východní stranu nádvoří uzavírala hradba. Směrem k jihu jádro pokračovalo další obytnou budovou a bylo ukončeno oblou baštou. Vstup do jádra vedl branskou věží v jihozápadním nároží, od níž cesta stoupala okolo jižní oblé bašty k další palácové bráně, která bývala u jižní věže. Jejím pozůstatkem je vstupní otvor s kapsou pro zasouvání trámu závory.
Z obytných staveb v hradním jádře se dochovala vnější vnější zeď východního paláce a příčka, která oddělovala bránu od vrátnice. Během pozdně gotické přestavby byl postaven nový západní palác s velkou čtverhrannou baštou či věží. Tomáš Durdík považoval výstavbu nového paláce za důsledek rozdělení hradu mezi dva majitele, zatímco podle Dobroslavy Menclové budova sloužila hospodářským účelům.

### Věž

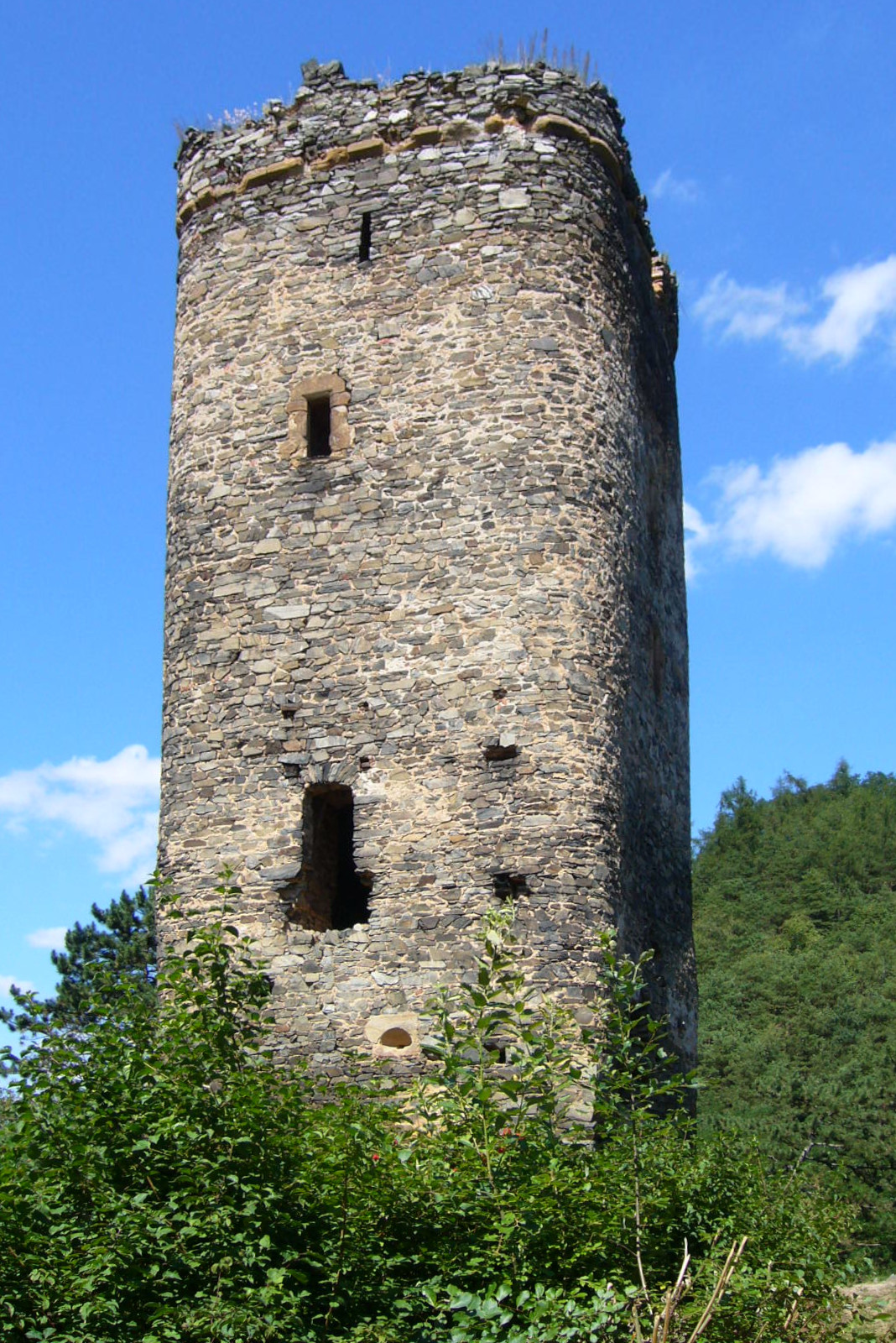
Severní věž s patrným vyložením nejvyššího patra a nálevkovitým otvorem v přízemí

V plné výši se dochovala jen severní věž založená na přitesané skále. Tloušťka jejích stěn dosahuje asi 180 centimetrů. Přízemí věže bývalo nejprve plochostropé, ale později bylo zaklenuto valenou klenbou. Prostor byl temný. Jediným otvorem, který vede skrz jižní zeď, je žlábek, jenž se směrem ven nálevkovitě rozšiřuje. Dobroslava Menclová proto v suti pod věží předpokládala existenci cisterny a otvor ve zdi podle ní umožňoval čerpání vody přímo z interiéru věže. Při pozdně gotických úpravách byla kolem přízemí zřízena krytá pavlač, na kterou se vcházelo nově vylámaným portálem v severní zdi věže.
Do prvního patra věže vedl z nádvorní pavlači další portál. Vstup uzavírala dvířka zajišťovaná zasouvací závorou. Jediným dalším otvorem v prvním patře je úzký průduch ve východní zdi. Interiér vyšších pater osvětlovala úzká vysoká okna. Nejvyšší patro je mírně vyložené. Lemovala jej zeď s cimbuřím, na kterém pravděpodobně spočívala konstrukce střechy. Podobně vypadala nejspíše také jižní věž s valeně zaklenutým přízemím, jejíž součástí byla arkýřová kaple.

### Předsunuté bašty
Úkolem předsunutého opevnění bylo znemožnit ostřelování hradu z okolních výšin. Na Libštejně proto vznikly dvě předsunuté bašty označované v roce 1543 jako stará a nová bašta. Nelze rozhodnout, které pozůstatky patří staré a které nové baště. První z nich (snad starší) se nachází na ostrožně severně od hradu. Přístupnou stranu bašty chrání dva ve skále vytesané příkopy a val mezi nimi. Za druhým příkopem se nachází val, který je pravděpodobně pozůstatkem štítové zdi, která se směrem k příkopu obracela výrazným břitem, částečně vysekaným ve skále. V zadní části bašty stála čtverhranná věž se zaoblenými nárožími.
Pozůstatky druhé bašty leží jihovýchodně od hradního jádra. Tvoří je kruhové opevnění s průměrem patnáct metrů. Není jasné, zda bylo opevnění čistě zemní, nebo v jeho středu stála věžovitá stavba. Od opevnění vede směrem k předhradí příkop ohraničený rozpadlými zídkami. Přibližně v polovině příkopu se nachází drobná plošina. Příkop může být zbytkem obléhacích prací, přičemž plošina by v tom případě sloužila k postavení děla. Pravděpodobnější hypotézou je, že příkop je torzem koridoru, který umožňoval spojení bašty s předhradím.

## Přístup
Hrad se nachází v přírodním parku Horní Berounka. Ke zřícenině u břehu Berounky vede červená turistická značka z Liblína a zelená značka ze Lhotky u Radnic. Nejbližší železniční stanicí jsou Radnice, konečná stanice na Ejpovice–Radnice (asi osm kilometrů chůze). Od hradu se nabízí výhled na řeku Berounku, okolí je zalesněno.